# Nardia breidleri
Nardia breidleri là một loài rêu tản trong họ Jungermanniaceae. Loài này được (Limpr.) Lindb. miêu tả khoa học lần đầu tiên năm 1880.